# Mikael Nygård
Mikael Nygård, född 1966 i Oravais, är en finländsk statsvetare och professor i socialpolitik.
Efter avlagd studentexamen påbörjade Nygård sina studier i statsvetenskap vid Åbo Akademi år 1985. Han avlade politices magisterexamen år 1990, politices licentiatexamen år 1996 samt politices doktorsexamen år 2003. Titeln för doktorsavhandlingen är Välfärdsstaten, partierna och marknaden. Den välfärdsideologiska förändringen inom fyra finländska partier under 1990-talet. Nygård fungerar numera som professor i socialpolitik vid Åbo Akademi i Vasa. Hans forskning relaterar främst till komparativa välfärdsstatsanalyser, studier av hälsa och välbefinnande samt samhälleligt deltagande bland olika grupper. Nygård är även amatörmusiker och har studerat pianospelning vid bland annat Jakobstads konservatorium.